# Mau P

Mau P, 2023

Mau P (bürgerlich: Maurits Jan Westveen; * 26. Oktober 1996 in Amsterdam) ist ein niederländischer DJ und Musikproduzent. Bis 2022 war er unter dem Künstlernamen Maurice West aktiv. Die unter diesem Pseudonym veröffentlichte Musik ist dem Big-Room zuzuordnen. Die Wahl seines neuen Künstlernamen Mau P ist mit der Änderung seines Musikstils begründet. Die Veröffentlichungen unter seinem neuen Alias sind dem Tech House zuzuordnen.

## Biografie

### Maurice West
Westveen wuchs in einer musikalischen Familie auf und spielte in seiner Kindheit Klavier, Gitarre und Schlagzeug. Mit 14 Jahren entdeckte er Dance-Musik für sich und begann mit der Musikproduktion und dem Auflegen. Zunächst betätigte er sich als Grafikdesigner und arbeitete in einem Golfclub. Er entwarf Flyer und Poster für lokale Clubs, welche ihn auch auflegen ließen. Als einer der Clubs ein kleines Festival mit 3000 Besuchern organisierte, trat er auf der Hauptbühne auf. Dabei gehörte er zu den wenigen Künstlern, die noch zu diesem Zeitpunkt das Bigroom-Genre vertreten. Nach einer ersten Veröffentlichung unter Armada wurde er 2015 bei W&Ws Label Mainstage Music unter Vertrag genommen. Seine dort folgenden Singles, darunter Kollaborationen mit Maestro Harrell und Dbstf, erreichten jeweils die Beatport-Charts. Mit Yin Yang gelang ihm anschließend die erste #1-Platzierung auf Beatport im Bereich Bigroom. Eine weitere Kollaborationen mit Kshmr war Bestandteil von dessen EP Materia. Darüber hinaus erschienen Remixe für Headhunterz und Tiësto auf Ultra und Musical Freedom. Das Lied Voices In My Head wurde vom Fachmagazin We Rave You als „amüsanter“ Bigroom-Track mit „kraftvollen Pop-Vocals“ beschrieben, während Digital Journal seinen „bemerkenswerten Drop“ und die Unterstützung von u. a. Martin Garrix, Hardwell und Tritonal hervorhob. 2017 spielte Maurice West europaweit auf großen Festivals wie SLAM! Koningsdag, Sziget und New Horizons. Auch hatte er einen Auftritt auf Tomorrowland und war Gast bei Kshmrs Show auf der Mainstage. Es folgte eine Tournee in China.
2018 veröffentlichte Maurice West zusammen mit SaberZ eine Neuinterpretation des Eurodance-Klassikers The Rhythm Of The Night. Diese Big-Room-Version konnte laut Dance-Charts „insbesondere im Drop überzeugen“ und ist seitdem regelmäßig Bestandteil der Livesets von W&W, Dimitri Vegas & Like Mike, Quintino sowie Hardwell. Mit letzterem entstand in der Folge eine weitere Neuauflage, diesmal zu Cascadas Everytime We Touch. Es erhielt beim Tomorrowland positive Reaktionen des Publikums. Infolgedessen wurde das Lied, nach Hardwell und W&W, auch von anderen DJs aufgegriffen. So spielten es u. a. Gareth Emery, Diesel, und Salvatore Ganacci beim EDC, Lollapalooza oder Electric Zoo. Sowohl Rhythm Of The Night als auch Everytime We Touch erreichten die Beatport-Charts und waren im Bereich Big-Room auf der Spitzenposition sowie mehr als 379 respektive 590 Tage in den Top 100 gelistet. Dazu weist Everytime We Touch auf Spotify und Youtube jeweils mindestens 90 Mio. Aufrufe auf. Ende 2018 veröffentlichte Maurice West mit The Kick erstmals auf Rave Culture, dem Nachfolger von Mainstage Music. Außerdem spielte er auf großen Festivals weltweit, darunter Ultra Miami, World Club Dome und Tomorrowland, eine eigenen Show beim Amsterdam Dance Event sowie eine Tournee in Asien.
Anfang 2019 folgte mit Matrix die erste Kollaboration mit W&W, welche auch Bestandteil der Livesets von Nicky Romero war. The Kick und Matrix erreichten beide #1 der Beatport-Charts im Bereich Big-Room. Außerdem remixte er, neben einem Lied von Dimitri Vegas & Like Mike, den Trance-Klassiker ResuRection von Planet Perfecto Knights. Dance-Charts zählte diesen Remix zu den besten Festival-Tracks des Jahres 2019 und verwies auf die vielfache Verwendung von Armin van Buuren. Weiterhin gründete er sein eigenes Label Euforika auf dem mehrere seiner Lieder, darunter Euforika2000, erschienen. Bis Anfang 2020 hatte er Auftritte beim Electric Love, Creamfields, Sziget sowie World Club Dome (Winter Edition). Auch spielte er regelmäßig in renommierten Clubs wie Bootshaus, Ministry of Sound, Avant Gardner, Echostage, Papaya, Neuraum und Ushuaïa Ibiza. Seine letzte Show als Maurice West erfolgte 2022 beim Mysteryland.

### Mau P
Neben seiner Karriere als Big-Room-DJ arbeitete Westveen parallel an Projekten, um mit anderen Genres zu experimentieren. So spielte er heimlich Minimal, House und Trance auf kleinen Veranstaltungen. Schließlich produzierte er dafür auch eigene Lieder mit dem Ziel, seine Karriere neu auszurichten. Am 19. August 2022 veröffentlichte Westveen mit Drugs From Amsterdam auf Repopulate Mars seinen ersten Song unter seinem neuen Alias Mau P. Den Namenswechsel begründete er mit dem verbundenen Stilwechsel von Big-Room zu House. Der Name rührt dabei von „Maupie“ her, seinem Spitznamen im Freundeskreis. Vor Veröffentlichung ist Drugs From Amsterdam bereits auf sozialen Medien viral gegangen. Erstmals wurde das Lied von Acraze bei der Sensation in Amsterdam gespielt und anschließend von zahlreichen DJs wie Tiësto, John Summit und DJ Snake aufgegriffen. Es erreichte die #1-Platzierung der Beatport-Charts und ist seit 469 Tagen im Bereich Tech House unter den Top 100 vertreten (Stand: Dezember 2023). Insgesamt war Drugs From Amsterdam das siebterfolgreichste Lied des Jahres dieser Plattform. Auf Spotify weist das Lied 137 Mio. Aufrufe auf. Auch wurde ein Musikvideo und Remixe von Reinier Zonneveld und Armand van Helden veröffentlicht. Das Fachmagazin Dancing Astronaut hob dabei die „einprägsamsten House-Vocals des Jahres“ vor. Drugs From Amsterdam war 2022 das am dritthäufigsten von DJs in Clubs und Festivals gespielte Lied. Billboard zählte es zu seinen 50 besten Dance-Songs des Jahres, Dancing Astronaut zu seinen Top 100. Außerdem nannte Dancing Astronaut Mau P bei den „Artists to Watch in 2023“. Darüber hinaus erhielt Mau P 2023 mehrere Auszeichnungen und Nominierungen bei den EDMA sowie eine goldene Schallplatte in den USA.
Anfang 2023 veröffentlichte Mau P die stilistisch an Drugs From Amsterdam angelehnte Nachfolge-Single Gimme That Bounce auf Insomniac Records. Nachdem es vorher bereits von Dancing Astronaut als eine der am meisten erwarteten IDs des Jahres betitelt wurde, konnte das Lied mit #1 der Beatport-Charts an den Erfolg seines Vorgängers anknüpfen. Außerdem ist es seit 317 Tagen im Bereich Tech House unter den Top 100 gelistet (Stand: Dezember 2023). Das Fachmagazin The Music Essentials hob dabei „Mau P's kreativen Einfallsreichtum und Produktions-Fähigkeiten“ vor. Auch war Gimme That Bounce das von DJs in diesem Jahr meistgenutzte Lied. Anschließend spielte Mau P eine Nordamerika-Tournee mit Gigs im Marquee Las Vegas, Beyond Wonderland, Ubbi Dubbi, EDC Mexico und EDC Las Vegas. Dazu wurde sein Auftritt im Space Miami vom DJ Magazine in der Reihe „Das Set zum Sonntag“ besprochen, ebenso der Auftritt im Q Nightclub Seattle im DMNW.
Nach einem Remix für Calvin Harris, Ellie Goulding – Miracle erschien seine dritte Single auf John Summits Label Off The Grid. In Your Mind Is Dirty kommt insbesondere die „Fähigkeit, Elemente von verschiedenen Genres zu vermischen zum Vorschein“, „mit denen Mau P seine Vielseitigkeit unter Beweis stellt“. Das Lied erreichte Rang #2 der Beatport-Charts und hielt über einen Monat Platz #1 im Bereich Mainstage inne. Es folgte die Kollaboration Metro mit dem deutschen Produzenten Kevin De Vries. Sie erschien auf Afterlife und war Bestandteil der Liveshows von dessen Labelinhaber Tale Of Us. Insbesondere erhielt die Afterlife-Show bei der Miami Music Week mediale Beachtung, nachdem sich während dem Lied ein Meteoritenschauer ereignete. Dies wurde im Cover des Liedes aufgegriffen. Metro erreichte ebenfalls Platz #2 der Beatport-Charts sowie #1 im Bereich Melodic House & Techno. Auch gehörte es mit Rang #7 zu den meistgespielten Liedern des Jahres, u. a. war es beim Tomorrowland das meistgespielte Lied, gefolgt von Drugs From Amsterdam. Mau P selbst hatte dort einen Auftritt auf der Freedom Stage. Außerdem spielte er beim Parookaville, Nameless, Mysteryland, Creamfields, EDC Orlando sowie in den Clubs Bootshaus, Hï Ibiza und Amnesia. Mit Dress Code erschien die nächste Single auf Chris Lakes Label Black Book. Anlässlich dieser Veröffentlichung schrieb Forbes einen Artikel über ihn. Die Tech-House-Nummer erreichte abermals Platz #1 der Beatport-Charts. Auch produzierte Mau P einen Remix für Ray Of Solar von Swedish House Mafia.
In der Bestenliste der Top 101 Producers von 1001tracklists erreichte Mau P Rang #5 der am meisten von DJs gespielten Produzenten des Jahres 2023. Bei der Wahl der Top 100 DJs vom DJ Magazine wurde er mehrfach als „rising star DJ/producer of 2023“ genannt, u. a. von Timmy Trumpet, Nicky Romero und Morten. Am 11. November 2023 spielte er die 1LIVE DJ Session.

## Diskografie

### Singles als Maurice West
- 2014: Formula [Spinnin’ Talent]
- 2015: Medusa [Armada]
- 2015: Kung Fu (mit Kenneth G) [Mainstage]
- 2015: Blaze (Sweet Lies) [Mainstage]
- 2016: Poseidon (mit Maestro Harrell) [Mainstage]
- 2016: Dojo [Mainstage]
- 2016: Temple (mit Dbstf) [Mainstage]
- 2016: Disco Weapon (mit MOTi) [Musical Freedom]
- 2016: Don’t You Say [Mainstage]
- 2017: Yin Yang [Mainstage]
- 2017: Love & Money [Mainstage]
- 2017: Festival of Lights (mit Kshmr) [Dharma]
- 2017: Voices In My Head [Mainstage]
- 2018: Rhytm Of The Night (mit SaberZ) [Mainstage]
- 2018: Seven Seas [Dharma]
- 2018: The Kick [Rave Culture]
- 2019: Matrix (mit W&W) [Rave Culture]
- 2019: In The Zone [Rave Culture]
- 2019: What The F?! [Euforika]
- 2019: Euforika 2000 [Euforika]
- 2020: Boogie Machine [Euforika]
- 2020: This Melody [Euforika]
- 2020: Partystarter (Where is the Party) [Euforika]
- 2020: Rollin’ [Euforika]
- 2021: Funky Time (mit Mattn) [Smash The House]
- 2021: Outta Control Again [Armada]
- 2022: Sky Turns Dark [Armada]
- 2022: Looking for Your Love [Armada]
- 2022: Maniac [Armada]
- 2022: Gasoline [Armada]

### Remixe als Maurice West
- 2015: Headhunterz – To Be Me [Ultra]
- 2017: Tiësto, Kshmr – Harder [Musical Freedom]
- 2018: Cascada – Everytime We Touch (mit Hardwell) [Zoo]
- 2018: Steve Aoki – Lie To Me [Ultra]
- 2019: Planet Perfecto Knights – ResuRection [Armada]
- 2019: Dimitri Vegas & Like Mike – Selfish [Smash The House]
- 2022: Lock ’N Load – Blow Ya Mind [Armada]

### Singles als Mau P
- 2022: Drugs From Amsterdam [Repopulate Mars] (NL: Gold, UK: Silber)[81]
- 2023: Gimme That Bounce [Insomniac]
- 2023: Your Mind Is Dirty [Off The Grid]
- 2023: Metro (mit Kevin de Vries) [Afterlife]
- 2023: Dress Code [Black Book]
- 2024: Beats for the Underground [Repopulate Mars]
- 2024: On Again [Insomniac]
- 2024: Receipts (mit Diplo feat. Gunna) [Columbia Records]
- 2024: MERTHER [Defected Records Limited]
- 2025: The Less I Know The Better [Nervous Records]

### Remixe als Mau P
- 2023: Calvin Harris, Ellie Goulding – Miracle [Columbia]
- 2023: Armand Van Helden – I Want Your Soul [Southern Fried]
- 2023: Swedish House Mafia – Ray Of Solar [Republic]

## Auszeichnungen für Musikverkäufe
| Goldene Schallplatte - Kanada - 2024: für die Single Drugs From Amsterdam |

| Land/RegionAuszeichnungen für Musikverkäufe (Land/Region, Auszeichnungen, Verkäufe, Quellen) | Silber  | Gold     | Platin | Verkäufe | Quellen         |
| -------------------------------------------------------------------------------------------- | ------- | -------- | ------ | -------- | --------------- |
| Kanada (MC)                                                                                  | —       | Gold1    | —      | 40.000   | musiccanada.com |
| Niederlande (NVPI)                                                                           | —       | Gold1    | —      | 45.000   | nvpi.nl         |
| Vereinigtes Königreich (BPI)                                                                 | Silber1 | —        | —      | 200.000  | bpi.co.uk       |
| Insgesamt                                                                                    | Silber1 | 2× Gold2 | —      |          |                 |

## Weitere Auszeichnungen
2023: SLAM! Global Breakthrough Award
2023: EDMA (Electronic Dance Music Award) für Drugs From Amsterdam in den Kategorien Dance Song Of The Year (Non-Radio) und House Song Of The Year. Zudem war er in der Kategorie Best New Artist nominiert.